# 天宮寺摩崖造像
天宮寺摩崖造像位於四川省成都市邛崍市，文物遺址年代判定為唐代。2007年6月1日公佈為四川省第七批文物保護單位。